# Parafia św. Jana Chrzciciela w Łęczeszycach
Parafia Świętego Jana Chrzciciela w Łęczeszycach – parafia rzymskokatolicka należąca do dekanatu mogielnickiego, archidiecezji warszawskiej, metropolii warszawskiej Kościoła katolickiego, w Łęczeszycach. Obsługiwana przez ojców Paulinów. Mieści się pod numerem 101. 

## Historia
Parafia została erygowana w 1392.
Od 21 czerwca 2020 roku proboszczem jest o. Jan Bednarz OSPPE.